# Natal, Sydafrika

Natals flagga.

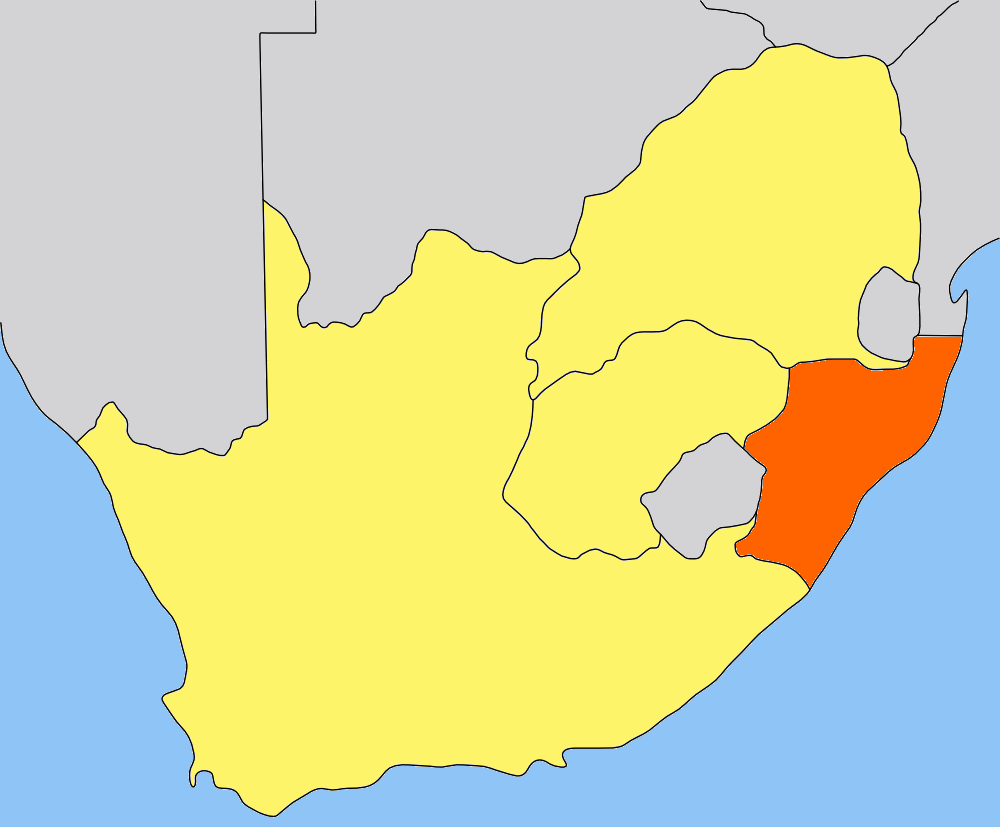
Natal är det orangea området på kartan.

Natal var en provins i Sydafrika, i stort motsvarande dagens provins KwaZulu-Natal.
På juldagen 1497 blev portugisen Vasco da Gama den förste europé som såg områdets kust. Jul heter natal på portugisiska, därav områdets namn.
År 1839 grundade afrikaanstalande boer republiken Natalia. Denna stat erövrades dock av britterna redan 1843, vilket medförde att de flesta boerna tog sin tillflykt till de ännu självständiga boerrepublikerna Transvaal och Oranjefristaten. Området blev under brittiskt styre Natalkolonin, efter Sydafrikas självständighet 1910 provinsen Natal (en av fyra provinser). När apartheid infördes i Sydafrika "avträdde" Natal KwaZulu som utgjorde ett så kallat bantustan ("hemland" för svarta människor, det vill säga ett sätt att segregera dessa från de vitas samhälle). En mindre del av Natal införlivades med bantustanet Transkei. Vid apartheids avskaffande 1994 förenades så Natal och KwaZulu i provinsen KwaZulu-Natal (vilken undantaget den del som tillförts Transkei, idag en del av Östra Kapprovinsen, motsvarar den historiska Natalprovinsen).
Huvudstad var Pietermaritzburg.